# خرس‌واش نلسون
خرس‌واش نلسون (نام علمی: Nolina nelsonii) نام یک گونه از سرده خرس‌واش است.